# Vikran
Vikran est une localité de Norvège, dans le comté (fylke) de Troms et Finnmark, au nord du cercle polaire arctique.

## Géographie
Viktran est situé à l'extrême nord de la péninsule de Malang, sur la rive sud du fjord Straumsfjord (de), sur la route départementale 7892.
Administrativement, Vikran fait partie de la kommune de  Tromsø, dont le centre est distant d'environ 14 kilomètres à vol d'oiseau et de 35 km par la route : la liaison s'effectue par le tunnel de Rya (en), un tunnel routier sous-marin inauguré en 2011.